# Concord (BART)
Concord es una estación en la línea Pittsburg/Bay Point–SFO/Millbrae del BART. Se encuentra localizada en el 1451 de Oakland Avenue, en Concord (California). Fue inaugurada el 21 de mayo de 1973. El Distrito de Transporte Rápido del Área de la Bahía es el encargado de su mantenimiento y administración.

## Descripción
La estación Concord cuenta con una plataforma central y dos vías, así como con 2367 espacios de aparcamiento.

## Conexiones
La estación está conectada con las siguientes líneas de autobuses: 
- County Connection:
  - De lunes a viernes: 10, 11, 14, 15, 16, 17, 19, 20 y 91X.
  - Fines de semana: 311, 314, 315 y 320.